# Phan Bội Châu
Phan Bội Châu  (26 de dezembro de 1867 – 29 de outubro de 1940) foi um pioneiro do nacionalismo vietnamita no século XX. Em 1903 formou uma organização revolucionária chamada Sociedade da Reforma (Duy Tân Hội).
De 1905 a 1908 viveu no Japão, onde escreveu tratados políticos pedindo pela liberação do Vietnã do regime colonial francês. Após ser forçado a abandonar o Japão, mudou-se para a China, onde foi influenciado por Sun Yat-Sen. Formou um novo grupo, chamado de Liga da Restauração Vietnamita (Viet Nam Quang Phuc Hoi), seguindo o modelo do partido republicano de Sun Yat-Sen.
Em 1925, agentes franceses o capturaram em Xangai; condenado por traição, passou o resto de sua vida em prisão domiciliar, na cidade de Huế.